# Fruta Conquerors Football Club
Maillots
Le Fruta Conquerors Football Club est un club de football guyanien basé à Georgetown. Il dispute ses rencontres à domicile au Demerara Cricket Club.

## Histoire
Fondé en 1982 sous le nom de Conquerors FC, le club prend ensuite le nom de son principal sponsor, la marque de boissons Fruta. Il remporte son premier titre de champion en 2000, lors de la première édition jouée sous forme de poule nationale. Ce succès lui ouvre pour la première fois les portes d'une compétition internationale, la CFU Club Championship 2001, où il est éliminé dès son entrée en lice par les Trinidadiens du W Connection FC. Cinq ans plus tard, à la suite de l'arrêt du championnat guyanien, il est à nouveau désigné pour représenter la fédération en CFU Championship mais déclare forfait avant son premier match de poule.
Le club compte à son palmarès, outre deux championnats, trois Mayors Cup et deux Coupes Kashif & Shanghai. Il a également gagné à cinq reprises le championnat de la région de Georgetown.

## Palmarès
- Championnat du Guyana (3)
  - Champion en 2000, 2018, 2019
  - Finaliste en 1999

- Mayors Cup (3)
  - Vainqueur : 2000, 2001, 2005
  - Finaliste : 2004, 2007, 2008, 2011

- Tournoi de Kashif & Shanghai (2)
  - Vainqueur : 2003, 2004
  - Finaliste : 2000

- Championnat régional de Georgetown (5)
  - Vainqueur en 2000, 2001, 2003, 2005 et 2014

## Anciens joueurs
- Anthony Abrams, entre 2001 et 2002